# Dahlia coccinea
Dahlia coccinea là một loài thực vật có hoa trong họ Cúc. Loài này được Cav. mô tả khoa học đầu tiên.